# Kati Heck
Kati Heck (* 1979 in Düsseldorf) ist eine deutsche Malerin.
Kati Heck studierte von 1999 bis 2003 an der Koninklijke Academie voor Schone Kunsten in Antwerpen. 2002 war sie Gaststudent an der Akademie der bildenden Künste Wien (bei Franz Graf) sowie 2004 Gaststudent an der Kunstakademie Münster (bei Guillaume Bijl). Derzeit lebt und arbeitet sie in Antwerpen. Im Herbst 2024 wurde sie als Professorin an die Kunstakademie Düsseldorf berufen.

## Ausstellungen
Einzelausstellungen

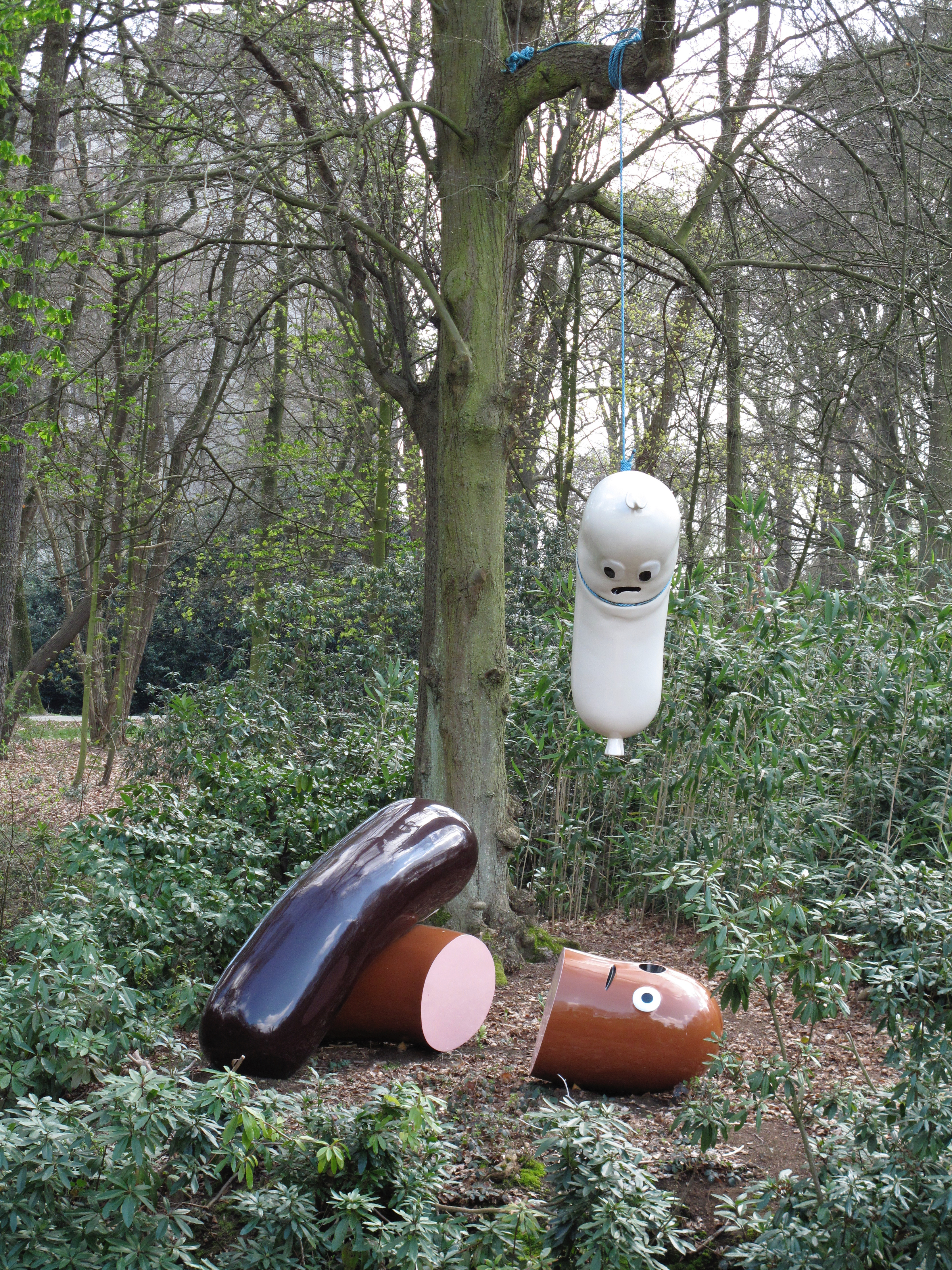
Dabei Sein Ist Alles, 2006

- 2005: Die Grosse Egale. Galerie Annie Gentils, Antwerpen
- 2006: W139, Amsterdam
- 2006: Prost Mahlzeit. Marc Selwyn Fine Art, Los Angeles
- 2007: Heisse Bräute und Geile Würste. Galerie Annie Gentils, Antwerpen
- 2008: Mary Boone Gallery, New York
- 2008: Bonzenspeck und Prollgehabe. Museum het Domein, Sittard
- 2009: Vier Leute passen in ein Taxi. Stella Lohaus Gallery, Antwerpen
- 2009: Marc Selwyn Fine Art, Los Angeles
- 2010: Solanum Tuberosum. Tauben sprechen kein Deutsch. Atelierschiff Frankfurt am Main

Gruppenausstellungen
- 2004: Coming people. MARTa Herford
- 2005: Bergischer Kunstpreis 2005, Museum Baden, Solingen
- 2009: UN-SCR-1325. Chelsea Art Museum, New York
- 2009: The State of Things. Palais des Beaux-Arts, Brüssel
- 2010: The State of Things. National Art Museum of China, Peking
- 2011: IKOB – Museum für zeitgenössische Kunst, Eupen